# Peperomia nandarivatensis
Peperomia nandarivatensis är en pepparväxtart som beskrevs av Truman George Yuncker. Peperomia nandarivatensis ingår i släktet peperomior, och familjen pepparväxter. Inga underarter finns listade i Catalogue of Life.